# Hikaru Hironiwa
Hikaru Hironiwa (født 5. juli 1985) er en tidligere japansk fodboldspiller.
Han har spillet for flere forskellige klubber i sin karriere, herunder Kashiwa Reysol og Ehime FC.